# Третя планета від Сонця
«Третя планета від Сонця» (англ. Third Rock from the Sun, досл. «Третій камінь від Сонця») — американський ситком, прем'єра якого відбулася в ефір телеканалу NBC в 1996-2001 роках Герої фільму — група інопланетян-дослідників, які прибули на Землю, яку вони вважають найбільш незначною планетою системи, і які набули вигляду людської сім'ї для спостереження за землянами

## Огляд

### Задум
Сюжет шоу обертається навколо інопланетної дослідницької експедиції в її спробах вести життя звичайної людської сім'ї у вигаданому місті Резерфорді в Огайо, де вони живуть в орендованій квартирі в мансарді будинку Комедійність ґрунтується на комізмі ситуацій, в яких опиняються герої, намагаючись вивчити людське суспільство і, будучи вселеними в людські тіла, осягнути цей стан Згодом вони освоюються на Землі, і їхнє особисте життя починає захоплювати їх більше, ніж їхнє завдання
Дік Соломон (Джон Літгоу), командир експедиції, стає годувальником сім'ї і влаштовується викладати фізику в Пенделтонському університеті Офіцеру з інформації Томмі (Джозеф Гордон-Левітт) дісталося тіло підлітка, він ходить до школи, пізніше — до коледжу Офіцеру з безпеки Саллі (Крістен Джонстон) та офіцеру зі зв'язку Гаррі (Френч Стюарт) — за тридцять, вони проводять час удома, перебиваючись випадковими заробітками
Сім'я часто зв'язується зі своїм інопланетним начальником — Великою гігантською головою Його завдання пересилаються через Гаррі, який раптово застигає, піднімає свої руки-антени та вигукує: «Отримано від Великої гігантською голови»